# 炸鲜奶
炸鲜奶，又名脆皮炸鲜奶，是粤菜的一道甜品，起源于广东顺德。炸鲜奶外表金黄酥脆，内软滑洁白，有牛奶香，通常是将牛奶和面粉或淀粉混合的粘稠浆糊裹面包糠或鸡蛋液炸制而成。